# Y&T
Y&T（ワイ・アンド・ティー）は、アメリカ合衆国出身のハードロック・バンド。
「ヴァン・ヘイレン」らと並び、米西海岸におけるアメリカンHR/HM系バンドの先駆者として知られる。

## 略歴

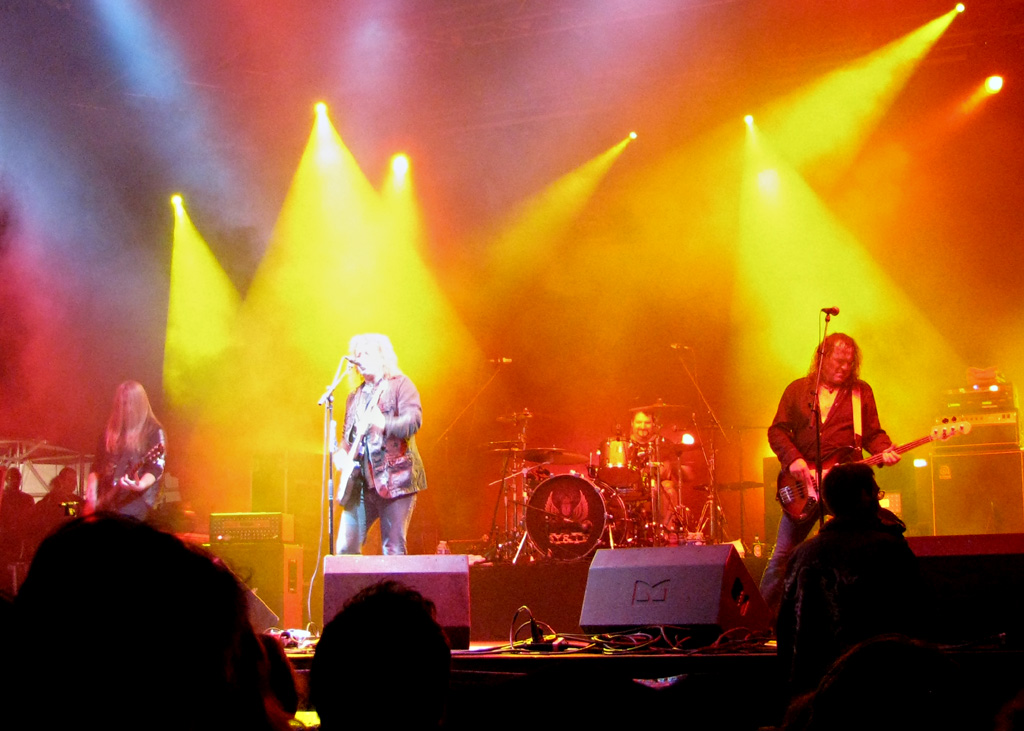
フランス・レスム公演 (2008年9月)

1972年頃からオークランドで活動を始め、1974年にバンド名「イエスタデイ&トゥデイ (Yesterday & Today)」として正式に発足。オリジナル・メンバーはデイヴ・メニケッティ (ヴォーカル、リード・ギター)、ジョーイ・アルヴィス (サイド・ギター)、フィル・ケネモア (ベース、ヴォーカル)、レオナード・ヘイズ (ドラム)の4人。バンド名は「ビートルズ」のアルバム『イエスタデイ・アンド・トゥデイ』に由来する。
1976年にアルバム『イエスタデイ&トゥデイ』でデビュー。1978年にはセカンド・アルバム『ストラック・ダウン』をリリース。
1980年、レーベル移籍を期にバンド名をY&Tに変更。1981年のサード・アルバム『アースシェイカー』でハードロック・ファンに広く認知される。
以降、4thアルバム『ブラック・タイガー』(1982年)、5thアルバム『ミーン・ストリーク』(1983年)、6thアルバム『イン・ロック・ウィ・トラスト』(1984年)、7thアルバム『ダウン・フォー・ザ・カウント』(1985年)と毎年アルバムを発表。中でも『イン・ロック・ウィ・トラスト』は、全米46位、全英33位を記録し、45万枚を売り上げた。
1986年、ヘイズが「ルックスが悪い」という理不尽な理由で解雇され、ジミー・デグラッソに交代。翌1987年にはゲフィン・レコードに移籍。LAメタルの影響が強いアルバム『コンテイジャス』をリリース。さらに1989年には、サイド・ギタリストのジョーイ・アルヴィスが脱退しステフ・バーンズに交代している。1990年に、アルバム『テン』をリリース後、解散を発表。
1990年12月31日、ライブ後に一旦解散するが、1995年、解散時と同じデイヴ・メニケッティ、ステフ・バーンズ、フィル・ケネモア、ジミー・デグラッソの4人で再結成。1997年までに2枚のアルバムを発表した。デグラッソは1998年に脱退しメガデスに加入。実質上再解散状態になる。
2001年には、オリジナル・ドラマーのレオナード・ヘイズが復帰したラインナップで再々結成。その後、ステフ・バーンズはヒューイ・ルイス&ザ・ニュースに移籍し、後任にはジョン・ナイマンが加入した。また、ヘイズは2006年に離脱し、後任ドラマーとしてマイク・ヴァンダーヒュールが加入している。

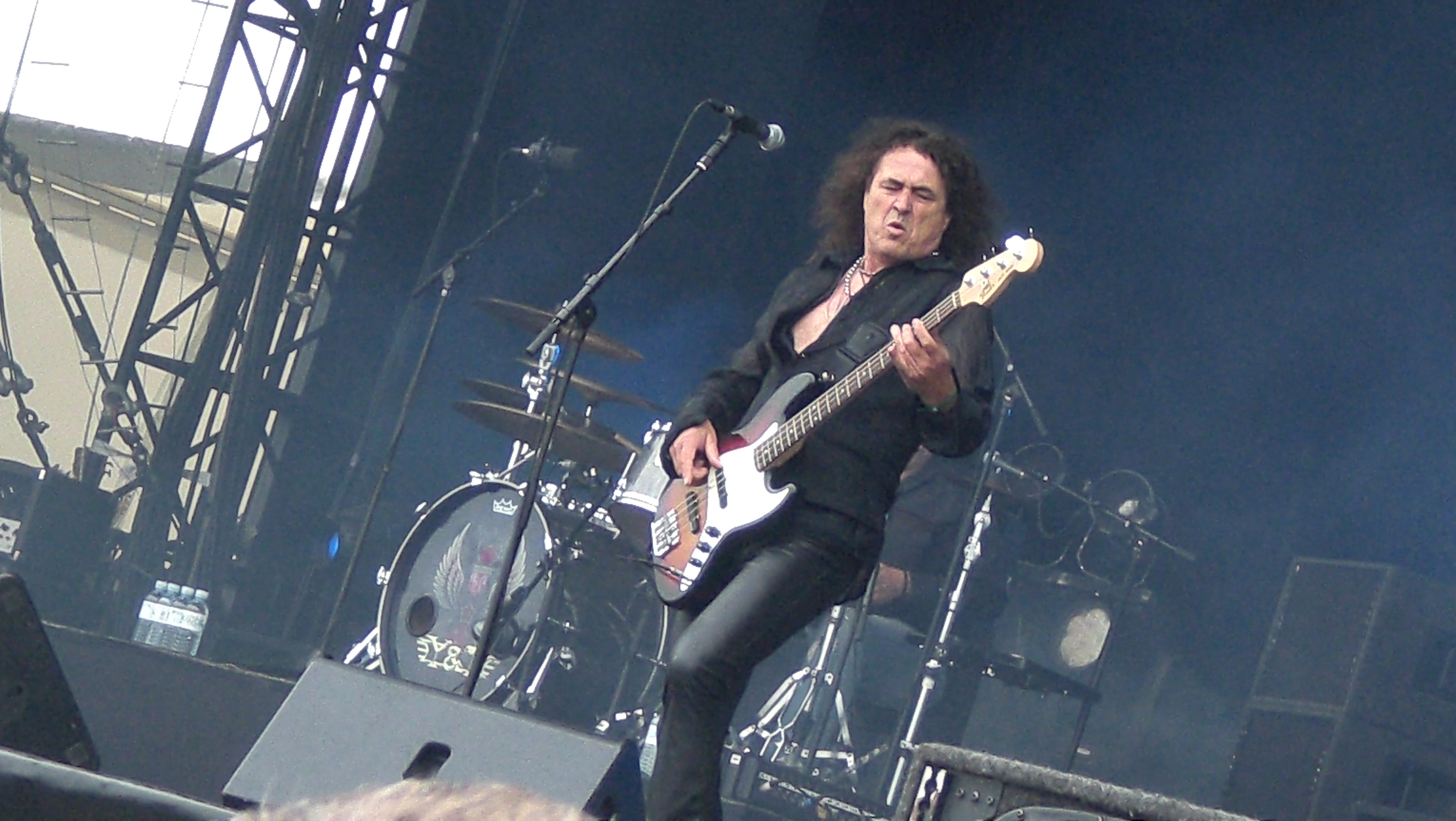
晩年のフィル・ケネモア(B) 2010年

2010年にはデイヴ・メニケッティ、フィル・ケネモア、ジョン・ナイマン、マイク・ヴァンダーヒュールというラインナップによる13年振りの12thアルバム『フェイスメルター』を発表。しかし同年、オリジナル・メンバーの1人であるケネモアが肺癌と診断されたため、ブラッド・ラングが代役のベーシストとして加入。
病状が悪化したケネモアは、翌2011年1月7日に57歳で死去。それに伴いラングが正式メンバーに昇格。
2016年、ラングからアーロン・レイに交代。同年9月11日、オリジナル・ドラマーのレオナード・ヘイズが肺疾患のためカリフォルニア州の自宅で死去。61歳没。
2017年3月、オリジナル・ギタリストのジョーイ・アルヴィスが、潰瘍性結腸炎の合併症で死去。63歳没。これで残るオリジナル・メンバーは、デイヴ・メニケッティだけとなった。

## 機材

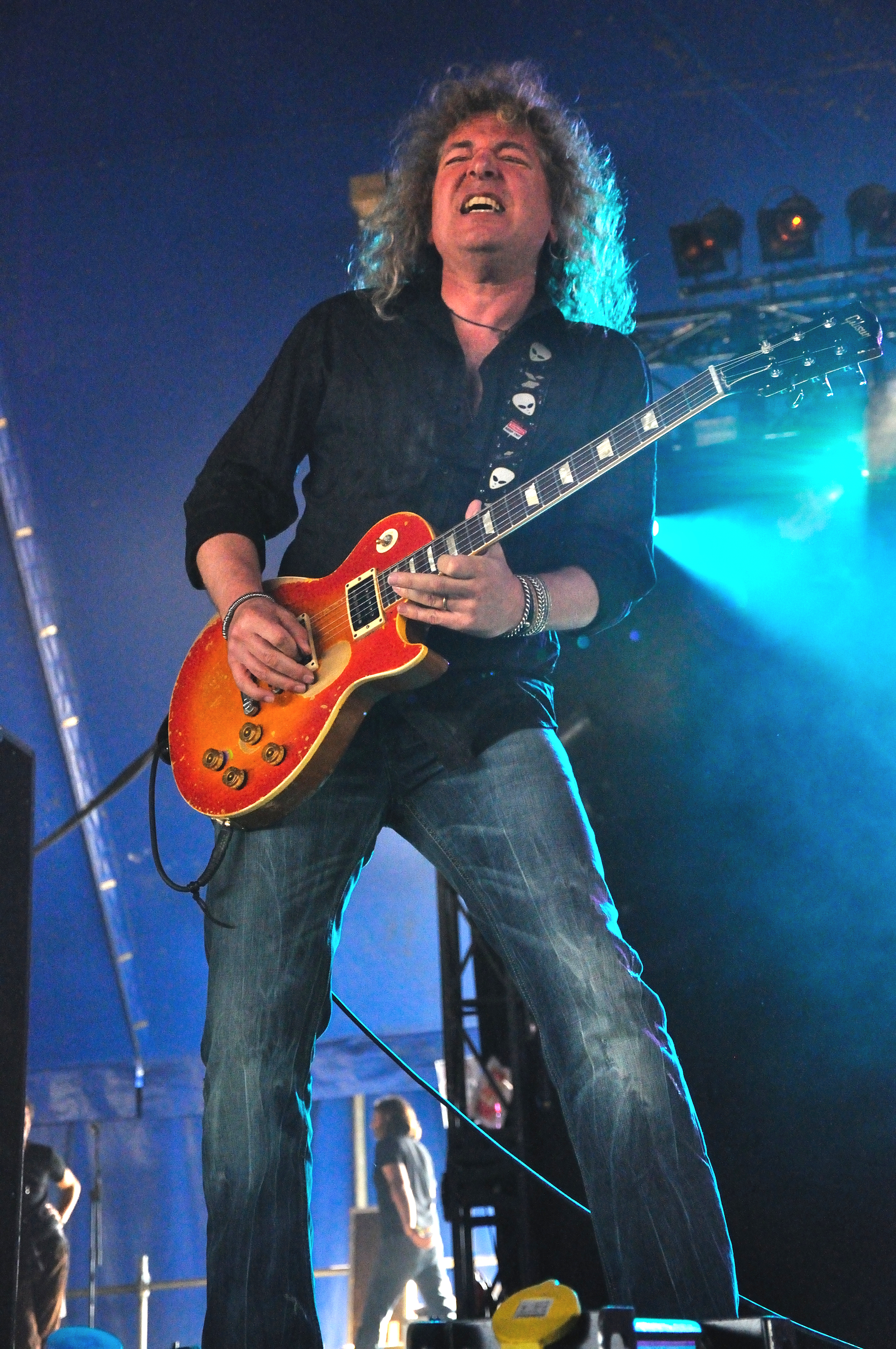
レスポールを弾くメニケッティ (2010年)

デイヴ・メニケッティはデビュー当時からギブソン・レスポール・モデルを使用している。彼の愛器は1968年製のサンバースト仕様で、ボディトップにはまったく杢目が出ていない、現在では逆に珍しい個体である。
そのほか、カスタムショップ製のフェンダー・ストラトキャスター（ゴールド・レースセンサー仕様）、同じくエリック・クラプトン・モデル、クレイマー社のバレッタなどを使用している。かつてはヤマハ・SGもステージで使用していた。

## メンバー

### 現ラインナップ
- デイヴ・メニケッティ (Dave Meniketti) - ボーカル、リードギター (1974年- )
- ジョン・ナイマン (John Nymann) - リズムギター (2001年- )
- アーロン・レイ (Aaron Leigh) - ベース (2016年- )
- マイク・ヴァンダーヒュール (Mike Vanderhule) - ドラム (2006年- )

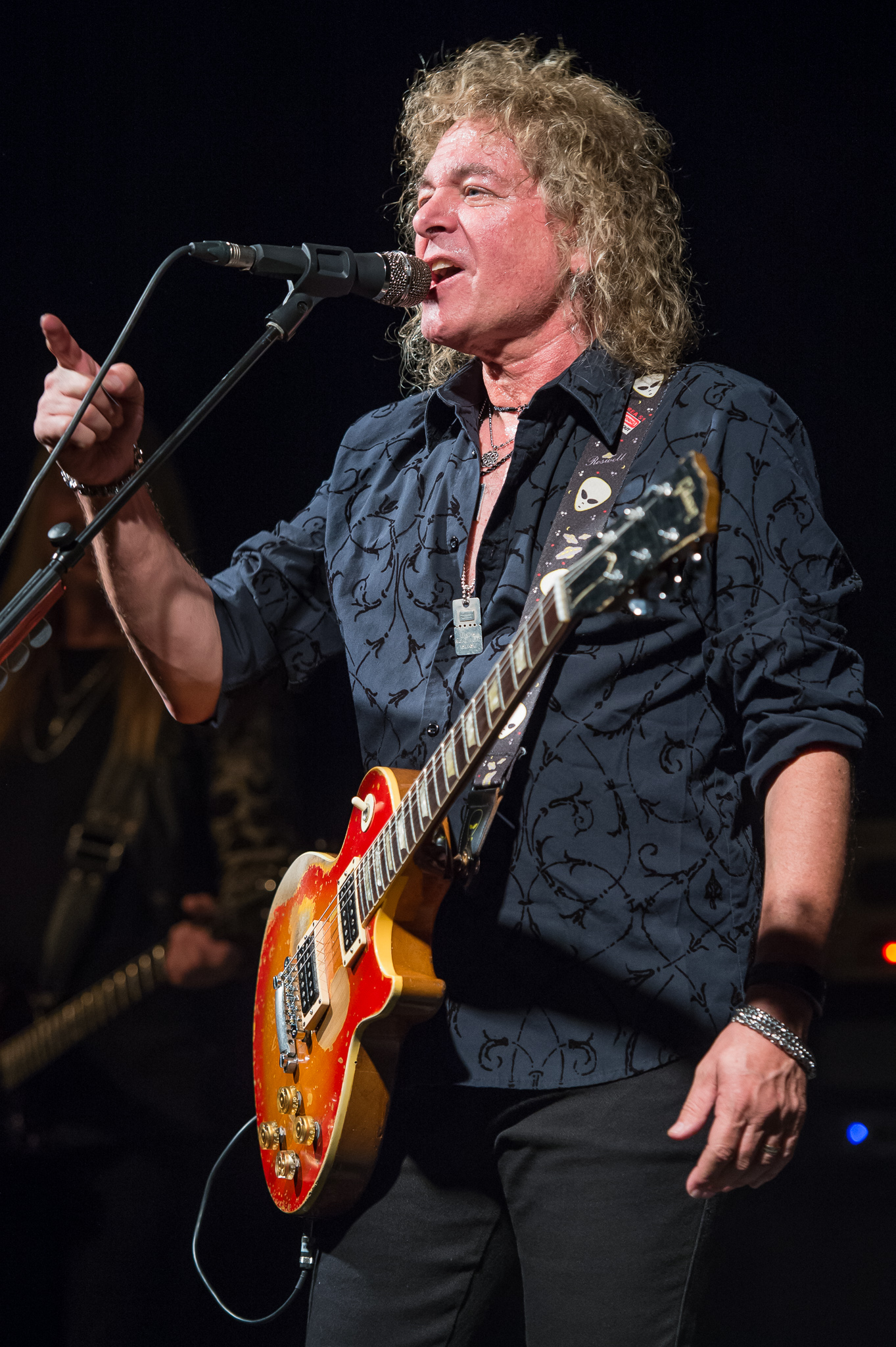
デイヴ・メニケッティ(Vo、G) 2016年
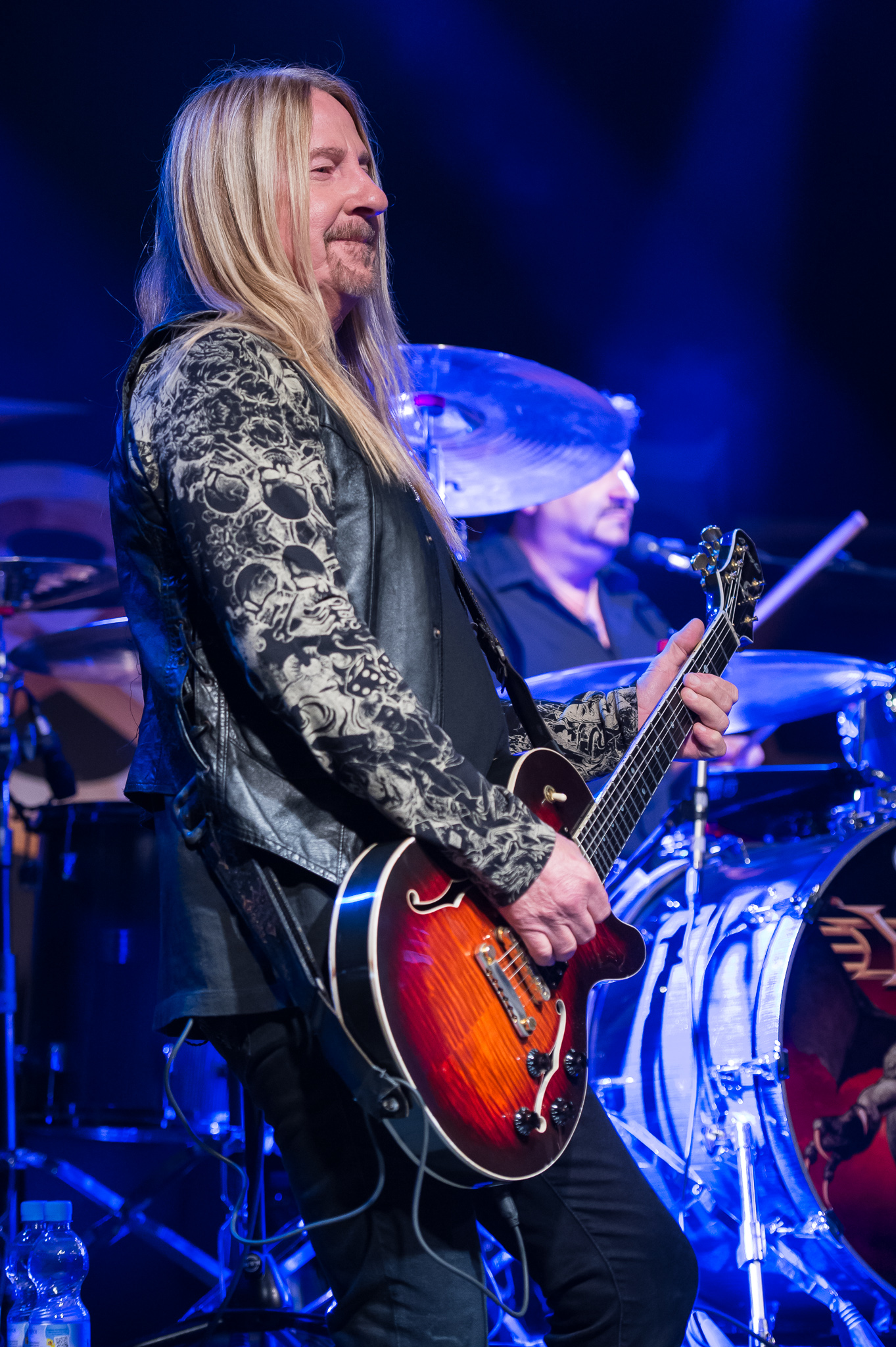
ジョン・ナイマン(G) 2016年
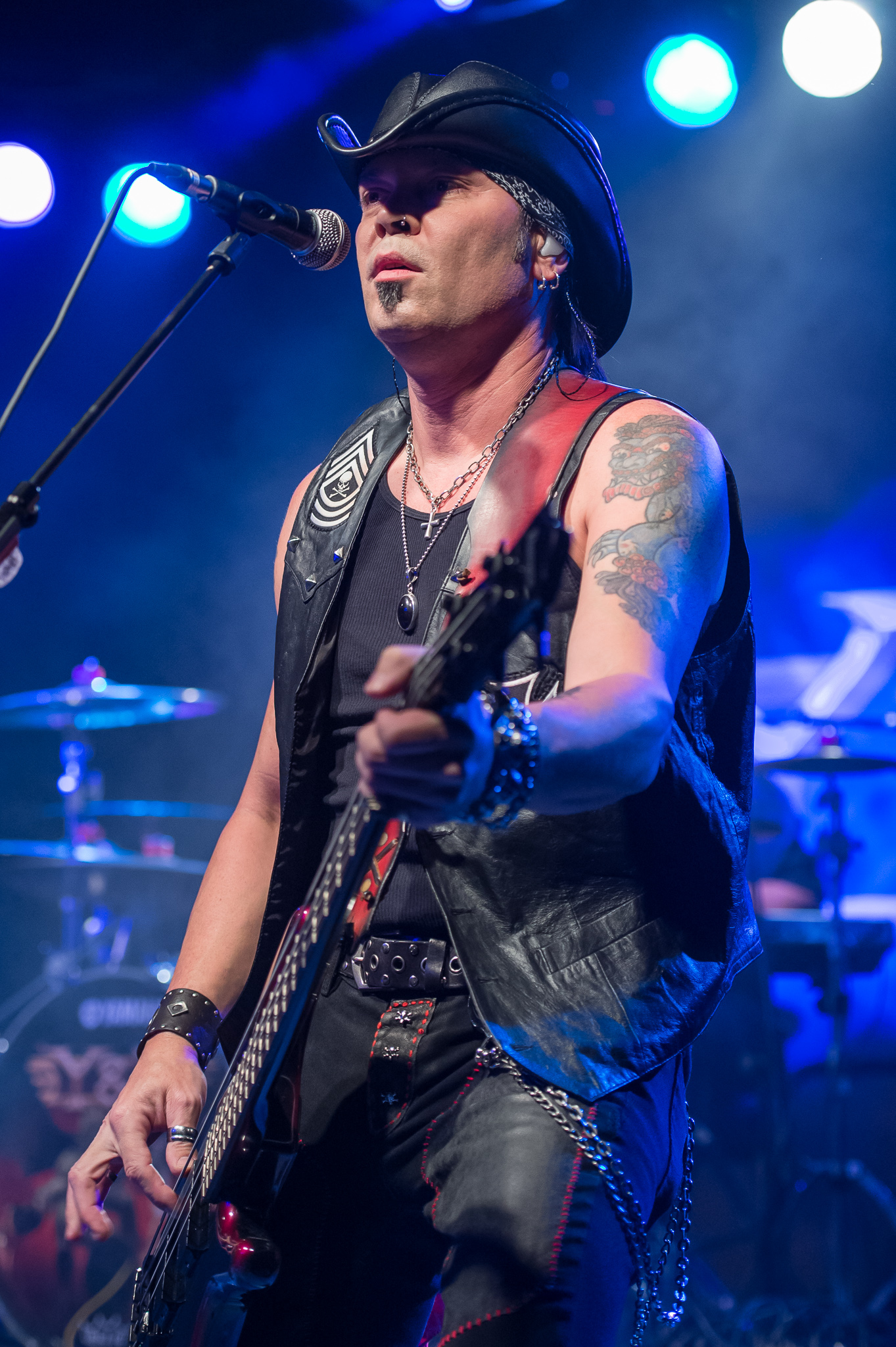
アーロン・レイ(B) 2016年
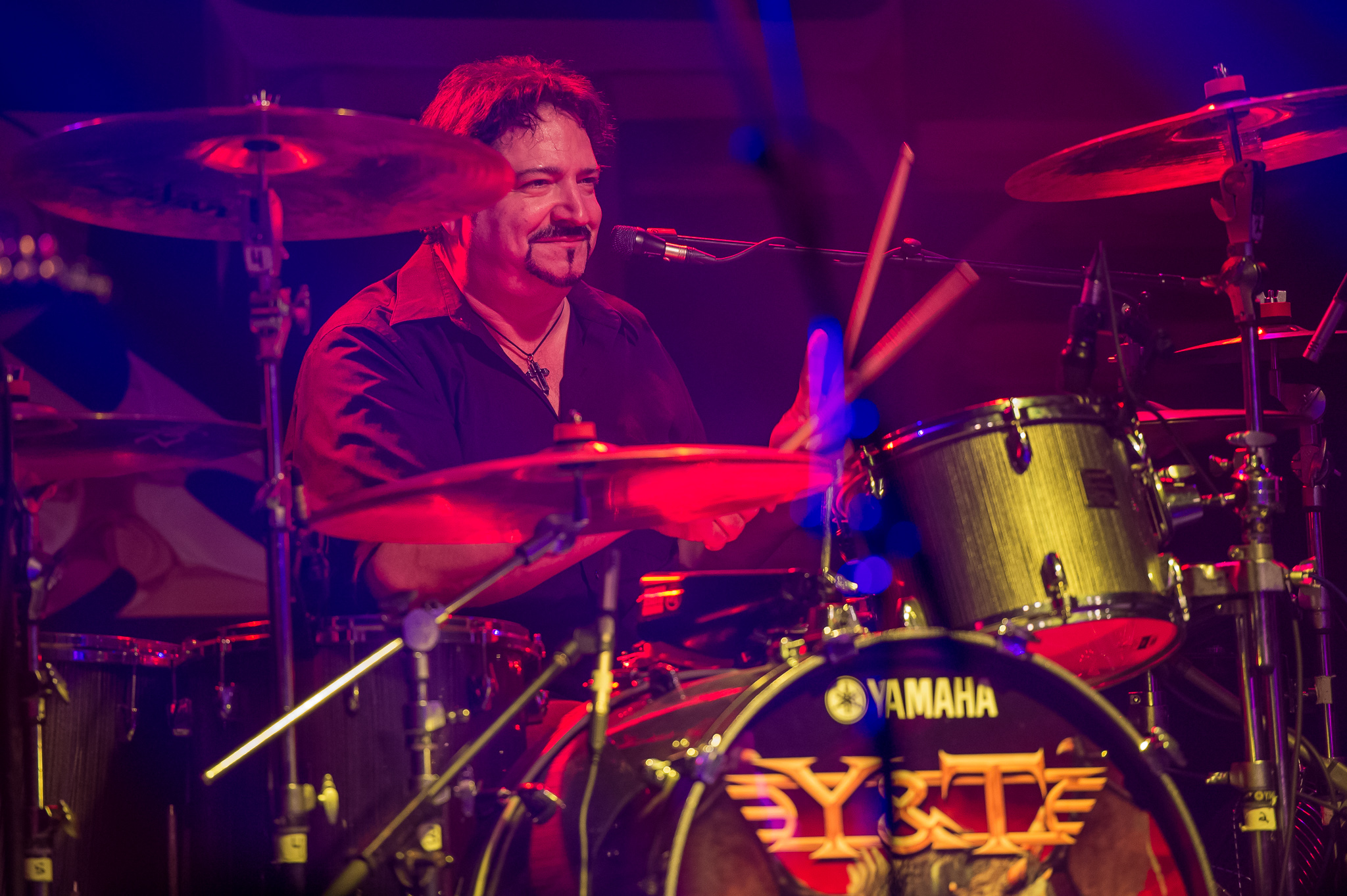
マイク・ヴァンダーヒュール(Dr) 2016年

### 旧メンバー
- フィル・ケネモア (Phil Kennemore) - ベース、ボーカル (1974年-2011年) ※2011年死去
- レオナード・ヘイズ (Leonard Haze) - ドラム (1974年-1986年, 2001年-2006年) ※2016年死去
- ジョーイ・アルヴィス (Joey Alves) - リズムギター (1974年-1989年) ※2017年死去
- ジミー・デグラッソ (Jimmy DeGrasso) - ドラム (1986年-1998年)
- ステフ・バーンズ (Stef Burns) - ギター (1989年-2003年)
- ブラッド・ラング (Brad Lang) - ベース (2011年-2016年)

## ディスコグラフィ

### スタジオ・アルバム
- 『イエスタデイ&トゥデイ』 - Yesterday and Today (1976年) ※イエスタデイ&トゥデイ名義。旧邦題『デビュー』
- 『ストラック・ダウン』 - Struck Down (1978年) ※イエスタデイ&トゥデイ名義
- 『アースシェイカー』 - Earthshaker (1981年)
- 『ブラック・タイガー』 - Black Tiger (1982年)
- 『ミーン・ストリーク』 - Mean Streak (1983年) ※旧邦題『ミッドナイト・イン・TOKYO』
- 『イン・ロック・ウィ・トラスト』 - In Rock We Trust (1984年)
- 『ダウン・フォー・ザ・カウント』 - Down for the Count (1985年)
- 『コンテイジャス』 - Contagious (1987年)
- 『テン』 - Ten (1990年)
- 『ミュージカリー・インコレクト』 - Musically Incorrect (1995年)
- 『インデンジャード・スピーシーズ』 - Endangered Species (1997年)
- 『フェイスメルター』 - Facemelter (2010年)
- Acoustic Classix Vol.1 (2018年) ※EP

### ライブ・アルバム
- 『オープン・ファイアー』 - Open Fire (1985年) ※全米70位[10]
- 『イエスタデイ・アンド・トゥデイ・ライヴ』 - Yesterday & Today Live (1991年)
- 『ライヴ・オン・ザ・フライデイ・ロック・ショウ』 - BBC in Concert: Live on the Friday Rock Show (2000年)
- Live: One Hot Night (2007年) ※CD&DVD
- 『ライヴ・アット・ザ・ミスティック』 - Live at the Mystic (2012年)

### コンピレーション・アルバム
- 『フォーエヴァー/ベスト・オブY&T』 - Forever (1987年) ※日本編集
- Anthology (1989年) ※イギリスのみ
- 『ベスト・オブ・'81トゥ'85』 - Best of '81–'85 (1990年)
- Ultimate Collection (2001年)
- 『アンアースドVOL.1』 - Unearthed Vol 1 (2003年) ※デモ音源、未発表音源集
- 『アンアースドVOL.2』 - Unearthed Vol 2 (2004年) ※デモ音源、未発表音源集
- Earthquake The A&M Years 1981-1985 (2013年) ※4CDボックス

### シングル
- 「アースシェイカー」 - "Earthshaker" (1976年) ※日本のみ
- 「レスキュー・ミー」 - "Rescue Me" (1981年)
- 「フォーエヴァー」 - "Forever" (1982年) ※日本のみ
- "Mean Streak" (1983年)
- 「ミッドナイト・イン・TOKYO」 - "Midnight In Tokyo" (1983年)
- 「ドント・ストップ・ランニン」 - "Don't Stop Runnin'" (1984年)
- 「サマータイム・ガール」 - "Summertime Girls (studio version)" (1985年)
- 「オール・アメリカン・ボーイ」 - "All American Boy" (1985年)
- 「コンテイジャス」 - "Contagious" (1987年)